# Mina ka
Mina ka è un singolo del rapper estone Nublu, pubblicato l'11 giugno 2018.
Il singolo, che vede la partecipazione del rapper estone Reket, è stato riconosciuto con l'Eesti Muusikaauhinnad alla miglior canzone dell'anno.

## Tracce
Testi di Ago Teppand, Markkus Pulk e Tom Olaf Urb.
1. Mina ka (feat. Reket) – 3:18

## Classifiche

### Classifiche settimanali
| Classifica (2018) | Posizione massima |
| ----------------- | ----------------- |
| Estonia           | 1                 |

### Classifiche di fine anno
| Classifica (2018) | Posizione |
| ----------------- | --------- |
| Estonia           | 1         |
| Classifica (2019) | Posizione |
| Estonia           | 8         |